# Скандал Toshiba — Kongsberg
Скандал Toshiba-Kongsberg — торговый скандал, случившийся в 1987 году в связи с незаконной продажей в Советский Союз станков с ЧПУ японской корпорацией Toshiba и норвежской компанией Kongsberg. Станочное оборудование было продано в Советский Союз странами-членами Координационного комитета по вопросам многостороннего экспортного контроля (КоКом) в нарушение внутреннего соглашения между участниками комитета, запрещавшего экспорт в страны Восточного блока подобного оборудования.
Проданное оборудование использовались Советским Союзом в атомной и тяжёлой промышленности, а также для изготовления судовых винтов с очень высокой точностью, предназначенных для подводных лодок.

## Покупка оборудования Советским Союзом
Во время холодной войны Советским Союзом предпринимались различные меры для приобретения у западных стран технологий двойного назначения, которые позволили бы значительно сэкономить финансовые средства и время, необходимые для самостоятельной разработки подобных технологий и проектов, а также сократить технологическое отставание от ведущих западных стран.
В конце 1970-х годов сотрудник Центра связи ВМС США Джон Уолкер, будучи советским шпионом, передал важную информацию советской стороне об американской гидроакустической системе СОСУС (SOSUS), предназначенной для обнаружения и отслеживания советских подводных лодок. Наличие у США системы СОСУС, позволявшей эффективно обнаруживать советские подводные лодки, которые сильно отставали по уровню шума, создаваемого их гребными винтами, от американских, создавало серьёзные проблемы касаемо их скрытности. В результате полученной информации советская сторона начала искать способы приобретения оборудования у западных стран, позволявшего производить менее шумные лопасти винтов больших размеров для нового поколения советских атомоходов, проектирование которых началось в 1970-х годах.
В начале 1980 года советская внешнеторговая организация «Техмашимпорт» связалась с «Wako Koeki», небольшой японской торговой компанией с представительством в Москве. Переговоры в Москве начались после того, как «Wako Koeki» наладила контакт с компанией «Toshiba Machine», которая согласилась предоставить необходимые высокотехнологичное оборудование. В каталоге «Toshiba Machine» имелся специализированный фрезерный станок MBP-110 стоимостью в 5 миллионов долларов США для производства гребных винтов. В СССР хотели приобрести именно эту модель станка из-за его девяти независимо настраиваемых шпинделей (осей), которые позволяли вытачивать винты диаметром более 9 метров сложной формы. Во избежание подозрений со стороны японских чиновников по лицензированию экспорта, «Toshiba» привлекла к этому проекту своего постоянного экспортера — компанию «C. Itoh & Company» (Itochu). Для страховки этой сделки обе компании привлекли норвежскую компанию «Kongsberg Trade» (торговое подразделение государственного оборонного предприятия «Kongsberg Våpenfabrikk»), которая якобы продала свою систему автоматического цифрового управления и сопутствующее программное обеспечение японцам.
В течение 1981 года стороны заключили пять независимых контрактов: первый между «Техмашимпорт» и «C. Itoh & Company» (Itochu) на поставку четырёх станков, а также на их обслуживание и поставку запасных частей сроком на пять лет. Второй контракт был заключен между «Техмашимпорт» и «Kongsberg Trade», и он касался закупки контроллеров ЧПУ NC-2000 для управления фрезерными станками. Третий контракт был подписан между «Kongsberg Trade» и «Toshiba» на установку контроллеров NC-2000 на станки MBP-110, до их отправки в Советский Союз компанией «Itochu». Четвёртый и пятый контракты касались выплаты «Kongsberg» и «Toshiba» агентского вознаграждения «Wako Koeki» за организацию переговоров.
Для обхода официального запрета на экспорт станков с тремя или более независимыми шпинделями в страны Восточного блока и получения необходимых экспортных лицензий, «Toshiba Machine» предоставила в надзорные органы фальшивые сертификаты, в которых говорилось, что экспортируемые в СССР станки имеют два шпинделя (оси) вместо девяти, и предназначены для гражданского завода в Ленинграде. В то время компания «Kongsberg» заявила, что предоставляет программное обеспечение для такого станка с меньшими возможностями. Позднее американское расследование показало, что обе компании также были вовлечены в ряд поддельных сделок, призванных скрыть реальный объект договора и место его исполнения. Станки (один станок MBP-110, имевший габариты 10 метров в высоту, 22 метров в ширину и вес — 220 тонн) были собраны в Японии и доставлены в советское торговое представительство. Всего было отправлено четыре 9-осных и четыре 5-осных станков. Первая партия станочного оборудования была вывезена зимой-весной 1983 года арктическим путем в Ленинград, вторая партия оборудования была оправлена в Ильичевск в 1984 году.
Позже норвежское расследование установит, что этот эпизод поставки запрещенного оборудования в СССР был не единственным, и что японские и европейские компании регулярно нарушали правила КоКом, поставляя в СССР различное оборудование на миллиарды долларов, используя лазейки в экспортном контроле своих стран. В частности с середины 1970-х годов японскими и европейскими фирмами было поставлено в СССР станочное оборудования с норвежскими ЧПУ на заводы «Атоммаш» (г. Волгодонск) и «Ижорский завод» (г. Ленинград), которое использовалось в атомном машиностроении. Так же поставлялось оборудование на предприятия в города Киев, Сумы и другие.

## Детали поставки
Список станков, экспортированных в Советский Союз, вместе норвежскими контроллерами числового программного управления в 1983—1984 годах.
| Дата сделки    | Тип ЧПУ компании Kongsberg | Компания-производитель | Число шпинделей одновременного контроля | Количество станков | Пункт назначения              | Модель станка | Дата поставки |
| -------------- | -------------------------- | ---------------------- | --------------------------------------- | ------------------ | ----------------------------- | ------------- | ------------- |
| 24 апреля 1981 | NC2000                     | Toshiba Machine        | 9                                       | 1                  | Ленинград, «Балтийский завод» | MBP-110       | Декабрь 1982  |
| 24 апреля 1981 | NC2000                     | Toshiba Machine        | 9                                       | 1                  | Ленинград, «Балтийский завод» | MBP-110       | Февраль 1983  |
| 24 апреля 1981 | NC2000                     | Toshiba Machine        | 9                                       | 1                  | Ленинград, «Балтийский завод» | MBP-110       | Май 1983      |
| 24 апреля 1981 | NC2000                     | Toshiba Machine        | 9                                       | 1                  | Ленинград, «Балтийский завод» | MBP-110       | Июнь 1983     |
| 1 апреля 1983  | NC2000                     | Toshiba Machine        | 5                                       | 1                  | Ленинград, «Балтийский завод» | Серия MF      | Апрель 1984   |
| 1 апреля 1983  | NC2000                     | Toshiba Machine        | 5                                       | 1                  | Ленинград, «Балтийский завод» | Серия MF      | Апрель 1984   |
| 1 апреля 1983  | NC2000                     | Toshiba Machine        | 5                                       | 1                  | Ленинград, Балтийский завод"  | Серия MF      | Май 1984      |
| 1 апреля 1983  | NC2000                     | Toshiba Machine        | 5                                       | 1                  | Ленинград, «Балтийский завод» | Серия MF      | Май 1984      |

## Последствия
Согласно распространённой версии, данные по этой незаконной сделке были раскрыты Кадзуо Кумагаи, который являлся одним из сотрудников компании «Wako Koeki». Кадзуо Кумагаи являлся представителем компании и прожил 10 лет в Москве. В декабре 1985 года Казуо написал письмо в штаб-квартиру КоКом в Париже, приложив документы о продаже «Toshiba» в Советский Союз девятиосевых станков. КоКом отреагировав на это письмо обратились к японскому правительству, пытаясь подтвердить эту информацию, но не получила должного ответа на запросы. Через полгода Кумагаи обратился в посольство США в Японии. США также отправили запросы об этой сделке в японское правительство, однако во многом они также были проигнорированы японской стороной. В январе 1987 года правительство США связалось с норвежскими властями, запросив информацию о продаже станочного оборудования. В Норвегии было проведено расследование этого инцидента и вскрыты многочисленные нарушения по сделке, в том числе и со стороны норвежской компании «Kongsberg». Летом 1987 года Японией было признано нарушение экспортного закона при продаже станочного оборудования в Советский Союз.

### Последствия в Норвегии
После расследований в Японии, Норвегии и Соединенных Штатах норвежское правительство, которое являлось владельцем компании, закрыло «Kongsberg Våpenfabrikk» вместе со своим офисом в Москве. Была остановлена всякая поддержка с норвежской стороны поставляемого в Советский Союз программного и аппаратного обеспечения. Лица, которые был ответственны за незаконную поставку ЧПУ для станков, а также косвенно связанные с этим были уволены с должностей. Лица, непосредственно ответственные за представление поддельных сертификатов норвежским надзорным органам, были привлечены к уголовной ответственности. Также был проведен детальный анализ всех экспортных лицензий, полученных компанией с 1970 года. В результате которого, были внесены правовые изменения, регулирующие экспорт.

### Последствия в Японии
15 мая 1987 года два высших члена правления корпорации «Toshiba Machine», после раскрытия деталей сделки, были вынуждены подать в отставку. Генеральный директор «Toshiba Machine» также подал в отставку, а два других высокопоставленных сотрудника компании были арестованы по обвинению в нарушении японского экспортного законодательства. Инцидент с продажей станков вызвал резкое недовольство в «Toshiba Machine». В корпорации утверждали, что только несколько сотрудников «Toshiba Machine» знали о цели экспортируемой техники в Советском Союзе и их значении для этой страны, и что сама корпорация Toshiba абсолютно не знала об этой сделке и её деталях.
Правительство Японии наложило на «C. Itoh & Company» — одну из крупнейших японских торговых компаний — запрет на экспорт любых машин и оборудования в страны Восточного блока сроком на три месяца. В то же время для «Toshiba Machine» запрет на экспорт в социалистические страны вводился сроком на 1 год. Также, на компанию был наложен штраф в размере 100 млн долларов США, что в то время это составляло 12 % от стоимости всего её экспорта. Правительство Японии также ввело правовые изменения для усиления санкций за нарушение правил КоКом. В то же время другие японские компании самостоятельно привлекли сторонние организации для проведения всесторонних проверок своих экспортных контрактов на предмет соответствия правилам КоКом.
Этот инцидент сильно подорвал репутацию корпорации «Toshiba Machine» в Японии и США, и премьер-министр страны Ясухиро Накасонэ назвал сделку «изменой Японии».
В США инцидент с поставкой в Советский Союз 9-осевых станков инициировал обсуждение слабости контролирующих органов КоКом. Скандал также обострил американо-японские отношения. Пытаясь успокоить ситуацию, министр торговли Японии Хадзимэ Тамура отправился в Вашингтон и, выступая перед членами Сената, голосующими за запрет на импорт продуктов «Toshiba», назвал сделку японской компании «непростительным преступным актом, […] угрожающим безопасности нашей собственной страны и стран Западного альянса».